# 천호역
천호(풍납토성)역(Cheonho(Pungnaptoseong)Station, 千戶(風納土城)驛)은 서울특별시 강동구 천호사거리에 있는 수도권 전철 5호선과 수도권 전철 8호선의 환승역이다. 풍납토성은 천호역에 나타나 있는 병기역명으로, 천호대교 근처에 풍납토성이 있다. 수도권 전철 5호선은 광나루역에서 이 역까지는 한강 하저터널로 연결돼 있다.
천호2동, 성내2동, 풍납1동에 걸쳐 있다.

## 역사
- 1995년 11월 15일: 서울 지하철 5호선 왕십리(성동구청)~상일동 구간 개통과 함께 영업 개시
- 1999년 7월 2일: 서울 지하철 8호선 잠실(송파구청)~암사 구간 개통과 함께 환승역이 됨

## 역 구조
두 노선 모두 2면 2선의 상대식 승강장이며, 스크린도어가 설치되어 있다. 출구는 10개가 있다.

### 환승
5호선 광나루역 방면 끝과 8호선 암사역 방면 끝(5호선과 8호선 모두 상행 첫 번째 칸)에서 계단 하나만 오르내리면 바로 환승할 수 있으며, 5호선이 아래에, 8호선이 위에 있다. 이와 같은 구조의 역은 3호선과 4호선 환승역인 충무로역이 있다. 이 역은 환승을 염두에 두고 설계했기 때문에 환승 동선이 짧은 편이다.

모란 방면 기준 8호선 2번째 객차에서 내린 뒤 눈 앞의 계단에서 볼 수 있는 표지판.(하남검단산역 연장 개통 전)

### 5호선 승강장
| 광나루(장신대) ↑     |
| \| 상                |
| ↓ 강동(강동성심병원) |

| 상행 | ● 수도권 전철 5호선 | 광나루(장신대)·군자(능동)·왕십리(성동구청)·광화문(세종문화회관)·여의도(신한투자증권)·김포공항 · 방화 방면 |
| 하행 | ● 수도권 전철 5호선 | 강동(강동성심병원)·상일동 · 강일 · 미사 · 하남시청 · 하남검단산 · 마천 방면                               |

### 8호선 승강장
| 암사 ↑     |
| \| 상      |
| ↓ 강동구청 |

| 상행 | ● 수도권 전철 8호선 | 암사 · 암사역사공원 · 장자호수공원 · 구리 · 동구릉 · 다산 · 별내(삼육대학교) 방면       |
| 하행 | ● 수도권 전철 8호선 | 강동구청 · 잠실(송파구청)·석촌(한솔병원)·가락시장 · 장지 · 복정(동서울대학교)·모란 방면 |

## 역 주변
현대백화점 천호점과 이마트 천호점이 연결되어 있다.
| 나가는 곳 | 방면                                                                                     |
| --------- | ---------------------------------------------------------------------------------------- |
| 1         | 천호문구완구거리 광나루한강공원 천호대교 방면                                            |
| 2         | 천호문구완구거리 광진교남단사거리 천호2동 천호지구대 광진교                              |
| 3         | 천호우체국 강동카톨릭병원 천호근린공원                                                   |
| 4         | 현대백화점 천호점 천호사거리                                                             |
| 5         | 천호3동주민센터 강동종합사회복지관 이마트 천호점 제일은행 천호동지점 하나은행 천호동지점 |
| 6         | 성내종합시장 외환은행 천호역점                                                           |
| 7         | 한일시네마 성내2동방면                                                                   |
| 8         | 강동병원 종로간호학원                                                                    |
| 9         | 풍납동우체국 풍납1동 풍납시장                                                            |
| 10        | 풍납1동주민센터 풍납토성 광나루한강공원 라비니움                                         |

## 이용객 변동
| 노선  | 노선   | 일평균 인원수 (명/일) | 일평균 인원수 (명/일) | 일평균 인원수 (명/일) | 일평균 인원수 (명/일) | 일평균 인원수 (명/일) | 일평균 인원수 (명/일) | 일평균 인원수 (명/일) | 일평균 인원수 (명/일) | 일평균 인원수 (명/일) | 일평균 인원수 (명/일) | 각주  |
| 노선  | 노선   | 2000년                | 2001년                | 2002년                | 2003년                | 2004년                | 2005년                | 2006년                | 2007년                | 2008년                | 2009년                | 각주  |
| ----- | ------ | --------------------- | --------------------- | --------------------- | --------------------- | --------------------- | --------------------- | --------------------- | --------------------- | --------------------- | --------------------- | ----- |
| 5호선 | 승차   | 22,523                | 25,105                | 24,766                | 23,231                | 22,007                | 21,220                | 20,985                | 19,929                | 19,770                | 19,559                | [ 2 ] |
| 5호선 | 하차   | 22,683                | 25,068                | 26,048                | 24,633                | 23,277                | 23,350                | 23,836                | 23,774                | 24,379                | 24,216                | [ 2 ] |
| 5호선 | 승하차 | 45,206                | 50,173                | 50,814                | 47,864                | 45,284                | 44,570                | 44,821                | 43,703                | 44,149                | 43,775                | [ 2 ] |
| 8호선 | 승차   | 11,490                | 13,332                | 14,479                | 14,378                | 14,511                | 15,708                | 16,867                | 18,166                | 19,827                | 19,895                | [ 2 ] |
| 8호선 | 하차   | 12,614                | 14,424                | 15,133                | 15,160                | 15,244                | 16,015                | 16,703                | 17,139                | 18,195                | 18,498                | [ 2 ] |
| 8호선 | 승하차 | 24,104                | 27,756                | 29,612                | 29,538                | 29,755                | 31,723                | 33,570                | 35,305                | 38,022                | 38,394                | [ 2 ] |
| 노선  | 노선   | 2010년                | 2011년                | 2012년                | 2013년                | 2014년                | 2015년                | 2016년                | 2017년                |                       |                       | [ 2 ] |
| 5호선 | 승차   | 20,984                | 21,853                | 22,323                | 22,393                | 22,295                | 21,791                | 21,236                | 20,798                |                       |                       | [ 2 ] |
| 5호선 | 하차   | 24,417                | 24,466                | 24,408                | 24,489                | 24,451                | 23,384                | 22,423                | 21,839                |                       |                       | [ 2 ] |
| 5호선 | 승하차 | 45,401                | 46,319                | 46,732                | 46,883                | 46,746                | 45,175                | 43,659                | 42,637                |                       |                       | [ 2 ] |
| 8호선 | 승차   | 20,308                | 20,977                | 21,115                | 21,206                | 21,078                | 19,803                | 18,916                | 18,681                |                       |                       | [ 2 ] |
| 8호선 | 하차   | 20,372                | 21,463                | 21,921                | 22,173                | 22,251                | 21,443                | 21,013                | 20,930                |                       |                       | [ 2 ] |
| 8호선 | 승하차 | 40,679                | 42,440                | 43,036                | 43,379                | 43,329                | 41,246                | 39,929                | 39,611                |                       |                       | [ 2 ] |

## 인접한 역
| 서울 지하철 5호선 본선         | 서울 지하철 5호선 본선 | 서울 지하철 5호선 본선                        |
| ------------------------------ | ---------------------- | --------------------------------------------- |
| 546 광나루(장신대) 방화 방면   | ● 수도권 전철 5호선    | 548 강동(강동성심병원) 하남검단산 · 마천 방면 |
| 서울 지하철 8호선              |                        |                                               |
| 810 암사 별내(삼육대학교) 방면 | ● 수도권 전철 8호선    | 812 강동구청 모란 방면                        |

## 사진

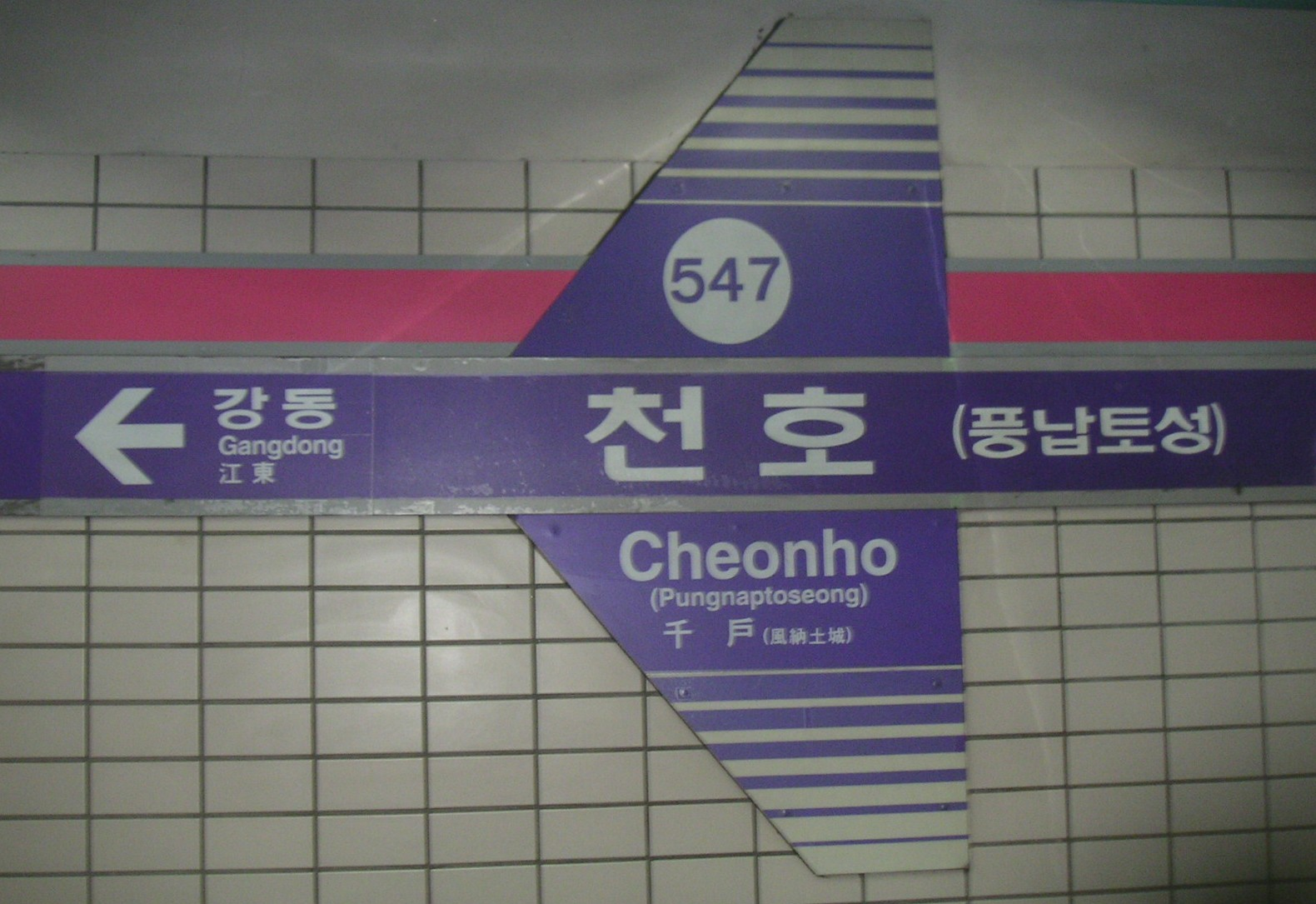
천호역 (역명판교체전)
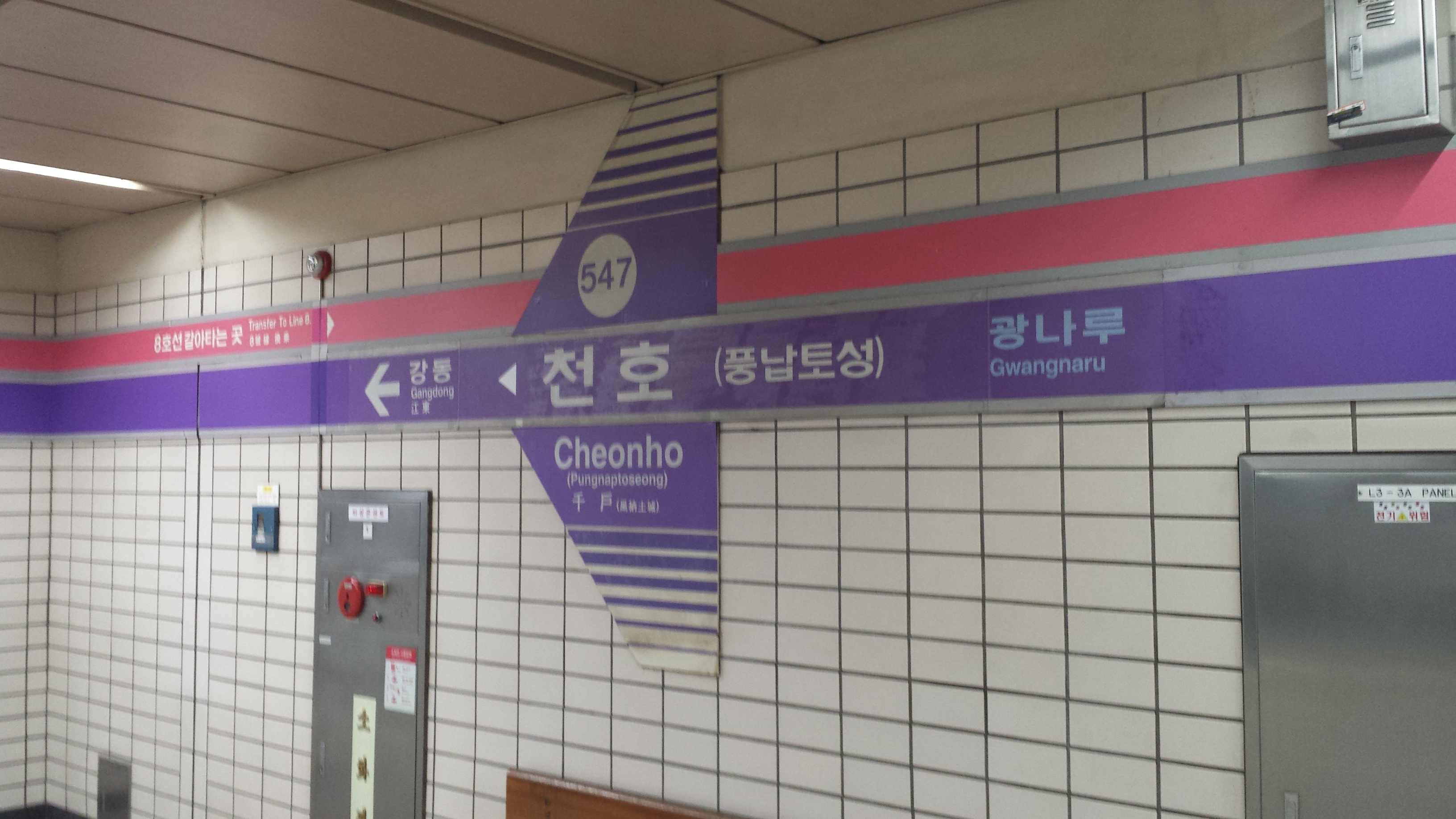
5호선 (역명판교체전)
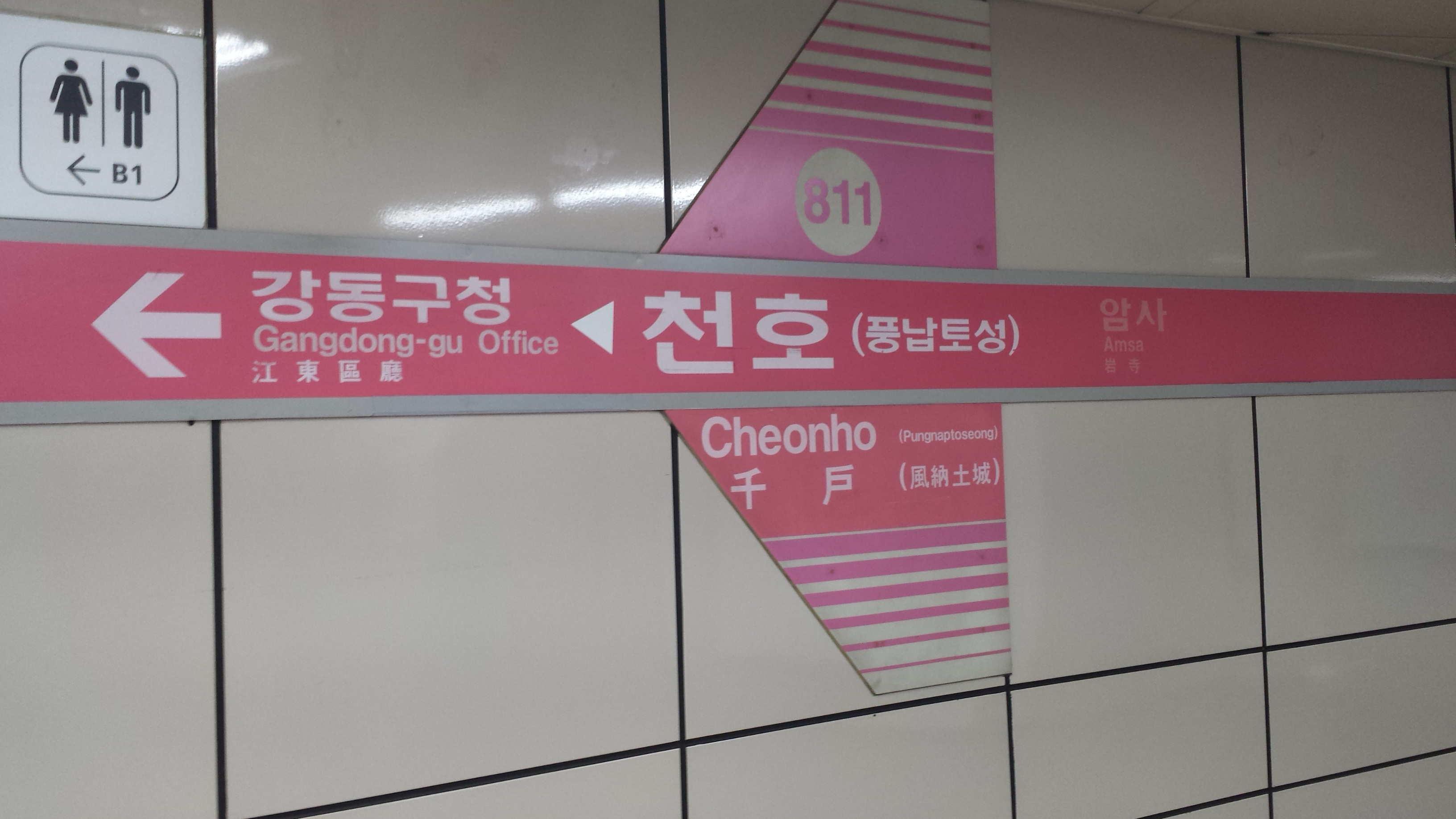
8호선 (역명판교체전)
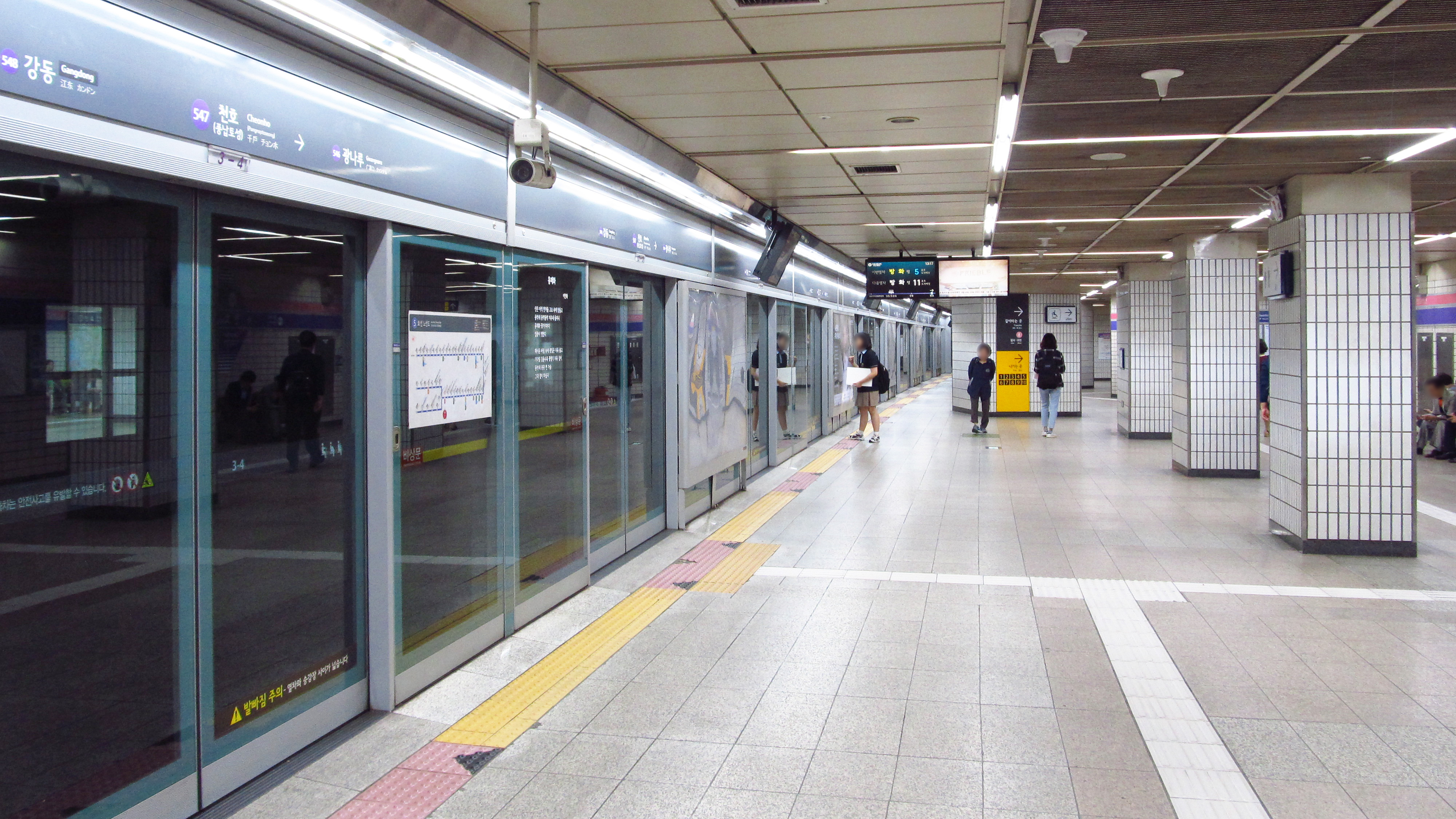
5호선 승강장
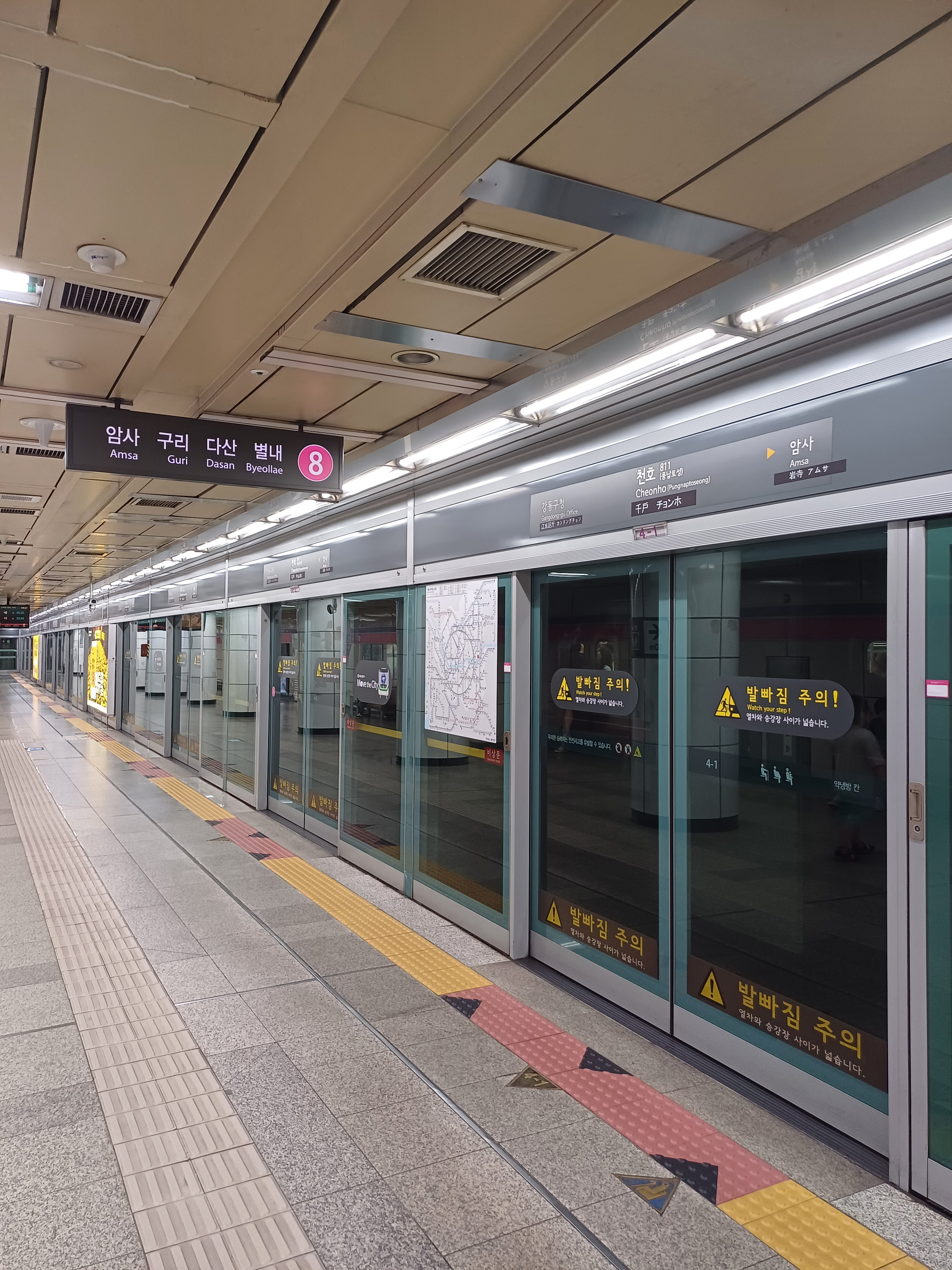
8호선 승강장
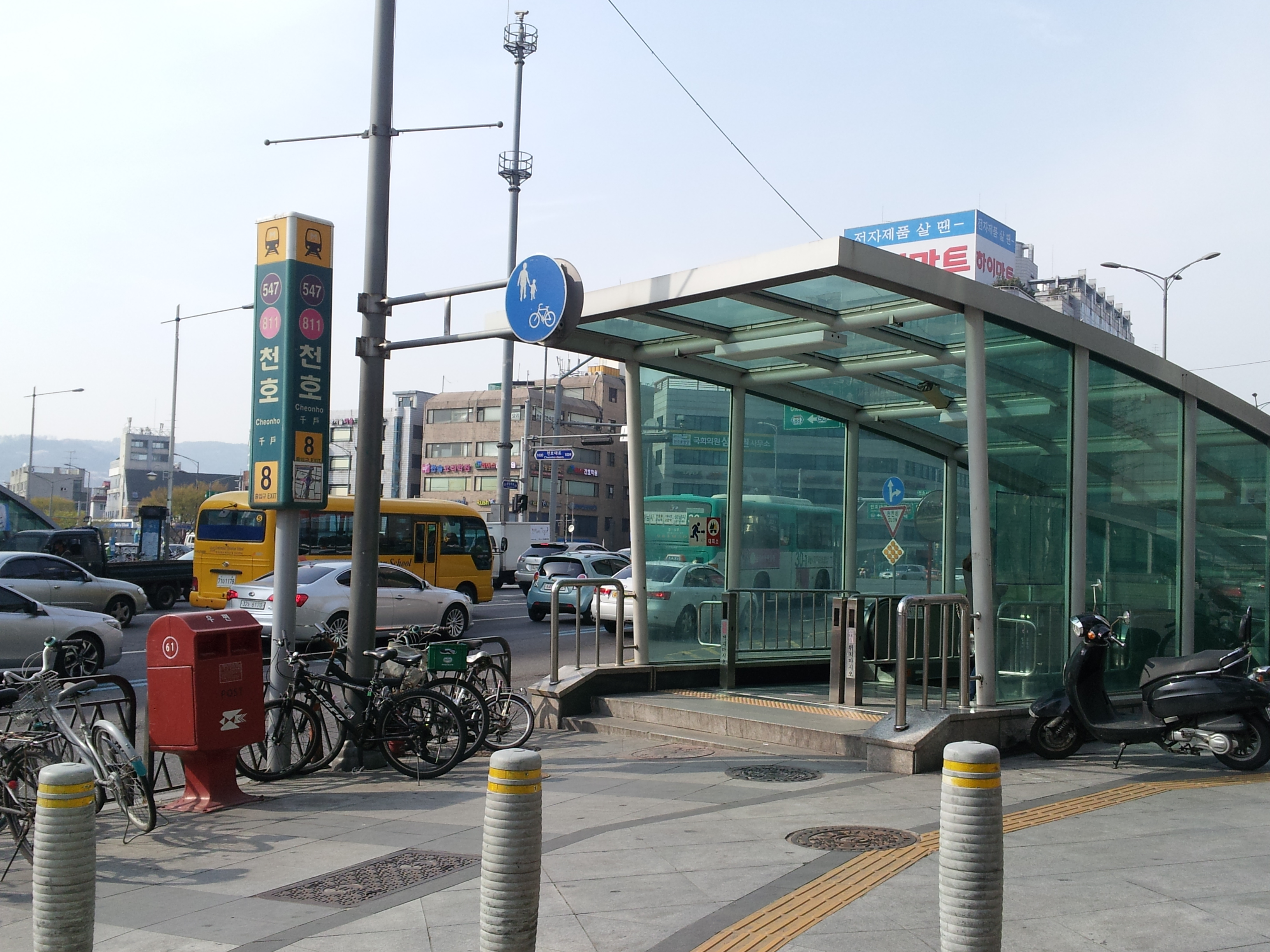
8번출구
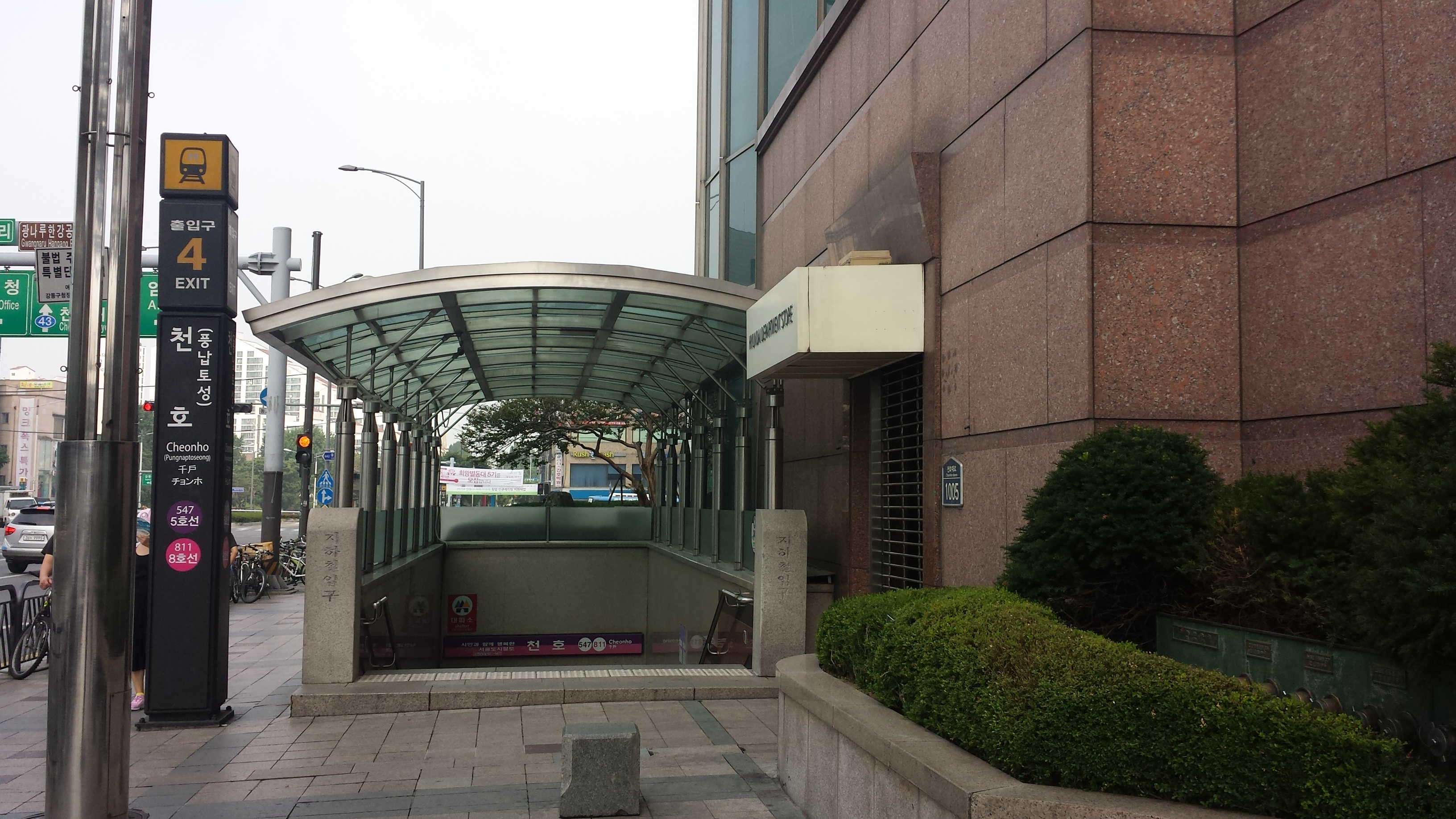
4번출구
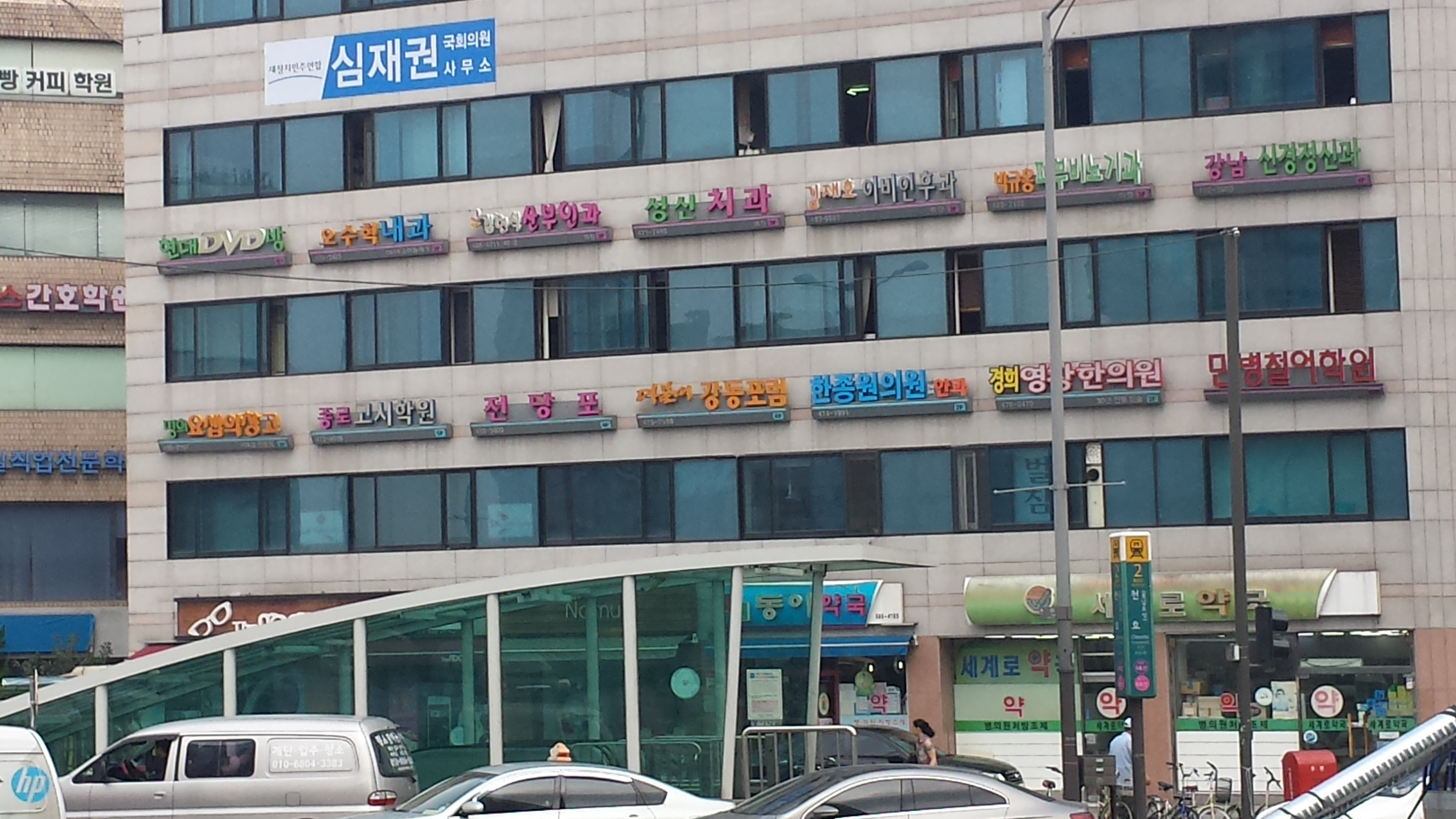
2번출구
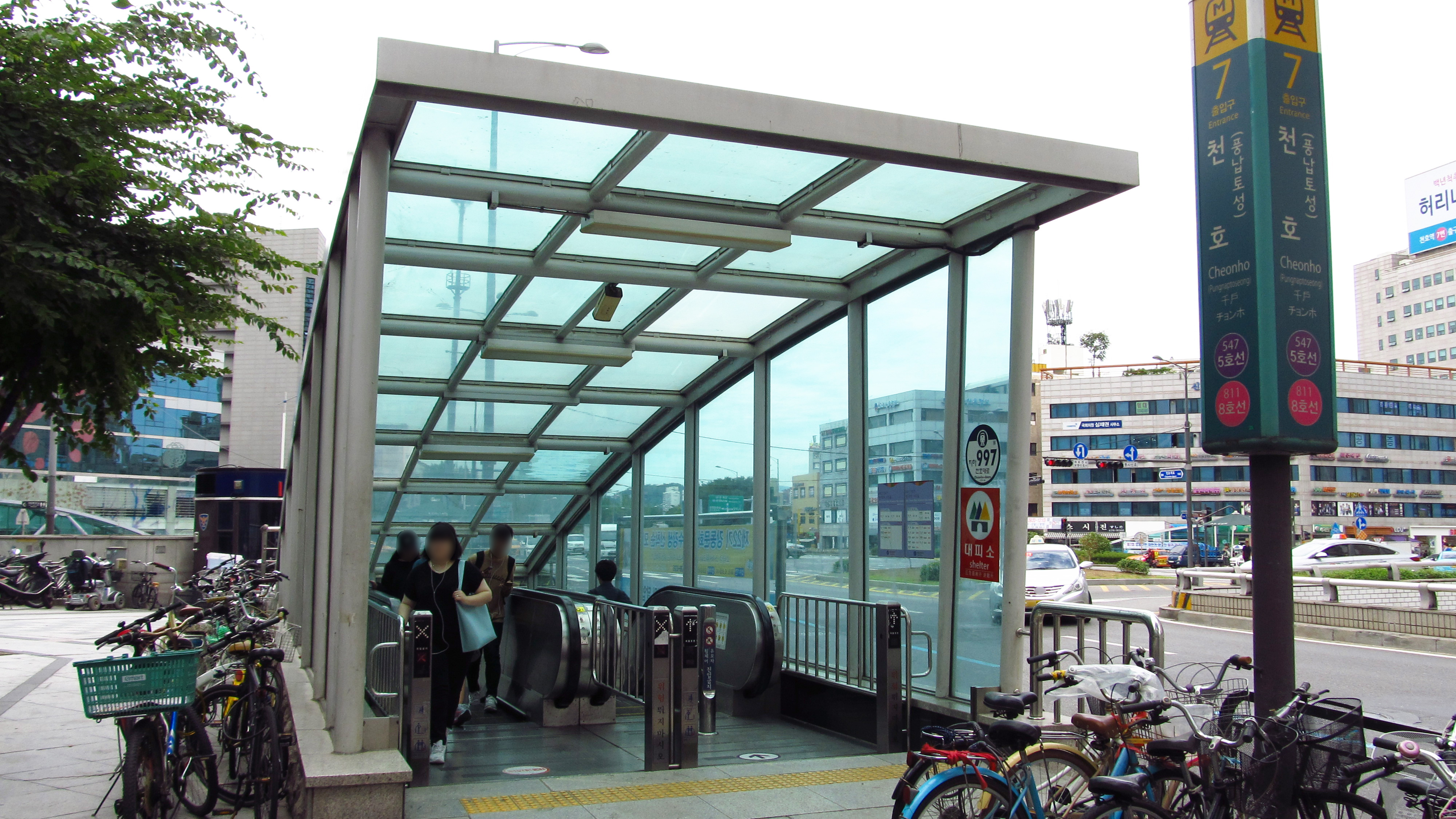
7번출구

## 사건 사고
- 2014년 7월 5일 : 오후 5시 30분경 기계 오작동에 의한 비상대피 방송이 있었으나, 역무원들이 승객들에게 안내방송을 하지 않은 사고가 있었다.